# Нілу Песанья
Нілу Прокопіу Песанья (порт. Nilo Procópio Peçanha; 2 жовтня 1867 — 31 березня 1924) — бразильський державний діяч, адвокат, сьомий президент Бразилії (1909–1910), перший та поки єдиний мулат на посту президента Бразилії.

## Біографія
Нілу Песанья народився в Кампус-дус-Гойтаказісі, штат Ріо-де-Жанейро. 1887 року закінчив Юридичний факультет Ресіфі. Із проголошенням республіки увійшов до складу Конституційної асамблеї Бразилії.
1903 року Песанья зайняв пост губернатора рідного штату. 1906 був обраний віцепрезидентом Бразилії й 15 листопада офіційно вступив на посаду.
Після смерті Афонсу Пени 14 червня 1909 року зайняв президентський пост, ставши на той момент наймолодшим президентом Бразилії (41 рік).
Період правління Песаньї був достатньо коротким. Найвизначнішою подією його президентства стало створення Національної служби захисту індіанців. Таким чином, уряд Бразилії вперше з часів заснування держави офіційно звернув увагу на проблеми корінного населення.
Після завершення терміну президентських повноважень Песанья два роки подорожував Європою. Повернувшись на батьківщину, зайняв посаду сенатора від Ріо-де-Жанейро. 1914 року знову був обраний губернатором Ріо-де-Жанейро. У 1917–1918 роках займав пост міністра закордонних справ Бразилії.
1921 року Песанья заявив про свій намір балотуватись у президенти від опозиційної політичної течії «Республіканська протидія», утвореної буржуазно-поміщицькими колами штатів Ріу-Гранді-ду-Сул, Ріо-де-Жанейро, Баїя та Пернамбуку. Головним його суперником став урядовий кандидат Артур Бернардіс. Між конкурентами зав'язалась гостра боротьба, яка у березні 1922 року завершилась поразкою Песаньї, який зміг набрати лише 41 % голосів проти 59 % у Бернардіса. Після цього Песанья не брав участі у політичному житті Бразилії.

## Пам'ять
Іменем Песаньї названо муніципалітет Нілу-Песанья у штаті Баїя.